# Hyōzō Kashiwabara
Hyōzō Kashiwabara (japanisch 柏原 兵三, Kashiwabara Hyōzō; * 10. November 1933 in Chiba (Präfektur Chiba); † 13. Februar 1972 in Tokio) war ein japanischer Germanist und Autor.

## Leben und Wirken
Hyōzō Kashiwabara machte seinen Studienabschluss an der Universität Tokio im Fach Deutsche Literaturwissenschaft. Von 1963 bis 1965 bildete er sich an der Freien Universität Berlin weiter. Er war Professor an der für Deutschle Literatur an der Meiji-Gakuin-Universität und dann an der Universität der Künste Tokio. Schon während seines Deutschlandaufenthalts hatte sich seine Gesundheit verschlechtert. Seine Werke zeichnen sich durch einen warmer, schlichten und lebensbejahender Stil aus, der die reife Persönlichkeit des Autors widerspiegelt. Er starb 1972, erst 38 Jahre alt. 
Mit dem Buch „Tokuyama Dōsuke no kikyō“ (徳山道助の帰郷), in dem er auf humorvolle Weise einen vormaligen Armee-General beschreibt, wobei sein eigener Großvater das Modell bildete, gewann er 1967 den Akutagawa-Preis. Weitere Werke sind unter anderem „Nagai michi“ (長い道) – „Ein langer Weg“ 1969, „Kari no sumika“ (仮りの栖) – „Vorübergehende Behausung“ 1970, „Natsu-yasumi no e“ (夏休みの絵) – „Ein Bild der Sommerferien“ 1971, „Berurin hyōhaku“ (ベルリン漂泊) – „Herumtreiben in Berline“ 1972 und die Kurzfassung von „Tokuyama Dōsuke no kikyō“ 1968, „Usagi no ketsumatsu“ (兎の結末) – „Das Ende des Hasens“ 1968, „Shinshoku“ (浸蝕) – „Erosion“ 1970, „Mijikai natsu“ (短い夏) – „Ein kurzer Sommer“ 1971.
Es gibt die Gesamtausgabe „Kashiwahara Hyōzō sakuhinshū“ (柏原兵三作品集) 7 Bände, erschienen von 1973 bis 1974.